# Condado de Portage (Wisconsin)
O Condado de Portage é um dos 72 condados do Estado americano do Wisconsin. A sede do condado é Stevens Point, e sua maior cidade é Stevens Point. O condado possui uma área de 2 131 km² (dos quais 43 km² estão cobertos por água), uma população de 67 182 habitantes, e uma densidade populacional de 32 hab/km² (segundo o censo nacional de 2000). O condado foi fundado em 1841.

## Geografia
De acordo com o censo de 2010, o condado tem uma área total de 2.131 quilômetros quadrados, dos quais 2.088 quilômetros quadradas é terra e 43 quilômetros quadradas são água.

### Principais rodovias
- Interstate 39
- U.S. Highway 51
- U.S. Highway 10
- Highway 34
- Highway 49
- Highway 54
- Highway 66
- Highway 73
- Highway 22
- Highway 161

## Demografia

A partir do censo de 2000, havia 67.182 pessoas, 25.040 agregados familiares, e 16.501 famílias que residiam no condado. A densidade populacional foi de 32 pessoas por km ². Havia 26.589 unidades habitacionais em uma densidade média de 13 por quilômetro quadrado. A composição racial do condado foi de 95,73% brancos, 0,32% afro-americanos, 0,36% nativos americanos, 2,25% asiáticos, 0,04%  de ilhas do Pacífico, 0,43% de outras raças, e 0,86% a partir de duas ou mais raças. 1,44% da população eram hispânicos ou latinos de qualquer raça. 32,8% eram de poloneses, 31,6% eram alemães, 5,4% noruegueses e 5,0% irlandeses de acordo com Censo de 2000. 93,9% falam inglês, 1,7% espanhol, 1,6% polonês e 1,3% outras línguas.
Havia 25.040 domicílios, dos quais 32,10% tinham crianças com menos de 18 de idade, 55,10% eram casais que vivem juntos, 7,30% tinham um chefe de família do sexo feminino sem marido presente, e 34,10% eram não-famílias. 24,50% de todas as casas foram feitas por pessoas físicas e 8,80% tinham pessoas com 65 anos de idade ou mais. O tamanho médio das famílias era de 2,54 pessoas.